# ستيفن س. روبنسون
ستيفن س. روبنسون (بالإنجليزية: Stephen C. Robinson)‏ هو قاضي ومحامي أمريكي، ولد في 1957 في بروكلين في الولايات المتحدة.